# Treharris
Treharris è un centro abitato del Galles, situato nel distretto di contea di Merthyr Tydfil.